# Coptotermes gestroi
Coptotermes gestroi är en termitart som först beskrevs av Erich Wasmann 1896.  Coptotermes gestroi ingår i släktet Coptotermes och familjen Rhinotermitidae. Inga underarter finns listade i Catalogue of Life.